# Coemac
Coemac (Corporación Industrial de Materiales de Construcción S.A., abans coneguda com a Grup Uralita) és una multinacional de materials de construcció. Coemac produeix actualment aïllament per a la construcció, guix, sistemes de teulades i canalitzacions.
Fundada a Cerdanyola del Vallès el 1907 per l'enginyer Josep M. Roviralta sota el nom de "Manufactures Roviralta", era una empresa destinada a la fabricació de cartró pedra, precursora dels materials d'amiant-ciment. El 1933 Josep M. Roviralta va canviar el nom de la fàbrica, “Manufactures Roviralta”, pel de “Manufactures Eternit, S. A.”. A les acaballes de 1936, la fàbrica fou col·lectivitzada per la CNT-FAI sota el nom “Uralita Empresa Obrera Colectivizada” i mantinguda sota el seu control fins al final de la guerra. Acabada la guerra, els Roviralta, malvistos per la dictadura i acusats de maçons i col·laboradors de la República, van haver de malvendre la seva empresa al financer col·laboracionista del règim Joan March i Ordinas.
La fàbrica Uralita produïa diversos materials fets de fibrociment, amb tal èxit que el nom de l'empresa ha acabat identificant-se amb les plaques de fibrociment. La malaltia professional de l'asbestosi va esclatar els anys setanta del segle XX entre els obrers de la Uralita. Tant els treballadors de la planta com familiars i veïns dels treballadors a Cerdanyola i Ripollet es van veure afectats per inhalació de les partícules d'amiant. El juliol de 2010, els tribunals van ordenar Uralita pagar 3,9 milions d'euros d'indemnització a persones que havien viscut prop de la seva fàbrica, sent el primer cop que una empresa era obligada a compensar els veïns residents (i no els treballadors) per exposició d'asbest. El 31 de març de 1997 les darreres màquines de fabricar plaques d'amiant-ciment van ser aturades definitivament i, amb aquest fet, la Uralita desapareixia definitivament de Cerdanyola.
Coemac té les seves oficines corporatives a Madrid. El 2008, les vendes d'Uralita van assolir 1,007 milions d'euros, més de 55% dels quals fora de l'estat espanyol. A 2009 comptava amb 4006 treballadors i 41 fàbriques operant a Europa, i dues en construcció.
El juny de 2020 l'empresa entra en concurs de creditors a causa de les indemnitzacions per l'amiant. El consell d'administració de COEMAC S.A. informa el nomenament i acceptació del càrrec d'Administrador Concursal i autoritza la presentació de l'inventari i llista de creditors l'obligació legal de formular els comptes anuals de l'exercici 2019.
El 2021 el Tribunal Suprem espanyol confirmat que Coemac ha d'indemnitzar 39 veïns de Cerdanyola del Vallès afectats per la contaminació per amiant a causa de la seva activitat industrial entre 1907 i 1997. El tribunal considera que la utilització d'amiant en processos industrials, i especialment la inhalació de la pols que se’n desprenia en la fabricació de productes derivats, conformava un risc indiscutible per a la salut perfectament conegut com a mínim des de la dècada dels anys quaranta.